# الغزو الإسباني لنبرة الإيبيرية
الغزو الإسباني للجزء الإيبيري من نبرة بدأه فرناندو الثاني ملك أرغون وأكمله حفيده وخليفته كارلوس الخامس في سلسلة من الحملات العسكرية استمرت منذ عام 1512 حتى عام 1524. كان فرناندو الثاني ملك أرغون ووصي قشتالة عام 1512. عندما أنشأ البابا يوليوس الثاني رابطة مقدسة ضد فرنسا في أواخر عام 1511، حاولت نبرة البقاء على الحياد. واستخدم فرناندو ذلك كحجة لمهاجمتها، واحتلها أثناء حصار فرنسا – حاميتها المحتملة – من قبل إنجلترا والبندقية وجيوش فرناندو الإيطالية.
جرت عدة محاولات لإعادة احتلال نبرة الإيبيرية عقب الغزو القشتالي. بدايةً حدثت محاولة غير جدية عام 1516، تلتها حملة فرنسية نافارية متكاملة عام 1521. لكن الإسبان هزموا جميع المحاولات، وتوقفت الاشتباكات عام 1528، عندما انسحبت القوات الإسبانية من منطقة نبرة السفلى شمال جبال البرانس. أحكمت معاهدة كامبراي بين إسبانيا وفرنسا عام 1529 تقسيم نبرة على طول جبال البرانس.
أصبح الجزء الذي ضمته قشتالة معروفًا أيضًا باسم نبرة العليا، بينما بقي الجزء الواقع شمال جبال البرانس مملكة مستقلة، سُميت نبرة السفلى، تحت حكم أسرة ألبرت، وحافظت على روابط وثيقة مع فرنسا. كانت المملكة في اتحاد شخصي مع فرنسا بعد عام 1589، وضُمت إلى فرنسا عام 1620. ولم تعد موجودة كتقسيم إداري عام 1790.

## الخلفية

### التدخل الخارجي في الشؤون الداخلية
كانت نبرة غارقًة في الفوضى بسبب الصراع على العرش منذ منتصف القرن الخامس عشر، وانقسم نبلاء نبرة إلى فصيلين متحاربين في حرب الأطراف، أي آل بومونت وآل أغرامونت. وقد تسبب هذا بتداعيات في بلاد الباسك داخل وخارج نبرة، وجعلها عرضة للتدخل الخارجي. في عام 1461، غزت القوات القشتالية نبرة، ما أدى إلى الخسارة الإقليمية لسونسيرا، بالإضافة إلى عدة معاقل أخرى، لصالح القشاتلة. بدايًة من عام 1474، أسس فرناندو الثاني ملك أرغون مجموعة من التحالفات بالإضافة إلى الجهود العسكرية الهادفة إلى تأمين السيطرة على الممالك المجاورة. وشمل ذلك تحويل نبرة إلى محمية لقشتالة بحكم الأمر الواقع عام 1476. ومع ذلك، فإن الطموحات حول نبرة لم تأت فقط من جنوب جبال البرانس، فقد كان الكونت خوان من فوا يمتلك أيضًا تطلعات لضمها، بناءً على القانون السالي الدخيل على نبرة.:86-97
حاول التاج تحقيق توازن دبلوماسي صعب منذ عام 1483، بقيادة فعالة من ماغدالينا من فرنسا، أميرة فيانا. بحث الملك فرناندو الثاني بين أقطاب نبرة عن حلفاء له، ووجد ذلك في لويس من بومونت، كونت ليرين، الذي طالب بالحكم على لوس أركوس ولاغوارديا. وقد تمكن من شراء خدمات نائب الملك بيتر من فوا لجعل الملكة الشابة كاثرين تتزوج خوان أمير قشتالة-أرغون. وجدت ماغدالينا التدبير الصحيح، وعزلت بيتر من منصبه. ممهدة بذلك الطريق مع آلان من ألبرت أمام انضمام الشاب النبيل خوان من غاسكون إلى عرش نبرة في فبراير 1484، ما أحبط خطط ملك أرغون مرة أخرى. وقد اعترض الكثيرون في نبرة على ذلك الزواج.:97-123
في عام 1488، طمح آلان ألبرت إلى الزواج بآن دوقة بريتاني، ودعم بالمقابل تحالفًا مع قشتالة - أرغون وإنجلترا وبورغندي ضد شارل الثامن. وفي مارس من ذلك العام، وقع آلان على معاهدات فالنسيا مع فرناندو، بما في ذلك الاتفاقيات العسكرية للدفاع عن نبرة ضد فرنسا، والاعتراف ببيرن كملك. أما تفاهم ماغدالينا مع فرناندو، الذي تتزوج فيه آن المولودة الأولى لملوك نبرة بخوان، أمير أستورياس، أو أي حفيد لفرناندو وإيزابيلا، أدى إلى التتويج كاثرين وخوان في بامبلونا عام 1494.:153-179 ومع ذلك، فإن كونت ليرين لم يقبل الاتفاقية، ما أدى إلى ثورة. كان الملك آلان مصممًا على سحقه وغيره من الإيرلات المتمردين مرة واحدة وإلى الأبد، لكنه كان بحاجة إلى تأمين السيطرة على جميع القلاع في المملكة لهذا الغرض.:153-179
عرض بيرن كتيبة من 1000 من الرماة، لكن فرناندو حذر من الدعم العسكري من إمارة  البرانس. لم يتمكن الملوك النافاريون بدورهم من إخضاع الكونت المتمرد، الذين بقي مسيطرًا على عدة معاقل، وتحت السيطرة القشتالية. ومع ذلك، في أوائل عام 1495، تمكن الملك من طرده من المملكة، والسيطرة على عدد من معاقله، والحصول على تأييد كامل من بلاطات نبرة، وكذلك ولاء عدد كبير من مؤيدي بومونت.:153-179 في هذه الأثناء، أصبح تعيين أنطونيو بالافيشيني أسقفًا في بامبلونا نقطة خلاف أخرى مع روما، إذ لم يحدث هذا التعيين بموافقة ملوك نبرة. أثار انضمام لويس الثاني عشر إلى عرش فرنسا في أبريل 1498 العداء المتبادل. حاول آلان من ألبرت تخفيف حدة العلاقات من خلال دعم طموحات لويس الثاني عشر للزواج بآن من بريتاني، بالإضافة إلى تقديم شارلوت من ألبرت للبابا إسكندر السادس لتتزوج بسيزار بورجا. افتتحت معاهدات السلام التي تلت ذلك بين ملوك نبرة، وفرنسا، وقشتالة - أرغون، فترة 4 سنوات من الاستقرار للمملكة.:153-179

### هزيمة كونت ليرين والسلام اللاحق
بعد وفاة إيزابيلا عام 1504، تزوج فرناندو بشكل غير متوقع بالأميرة الفرنسية جيرمين من فوا، ابنة المطالب بعرش نبرة خوان من فوا، فيكونت ناربون. ليكون لأي طفل من زواج فرناندو حق المطالبة بتاج نبرة. أراد فرناندو أيضًا أن يقحم صهره وخليفته فيليب، ملك قشتالة الجديد. اختار الملكان كاثرين وخوان دعم فيليب بعد استبعاد فرناندو الثاني من السياسة القشتالية في يوليو عام 1506، ما أفضى إلى معاهدة توديلا دي دويرو. زادت هذه الخطوة من قوة التاج النافاري، لكنها أبعدته عن لويس الثاني عشر. من ناحية أخرى حصلوا على دعم الإمبراطور ماكسيميليان، وخاصة ضد فرنسا، والبابا.:179-214
اعتبارًا من عام 1507، عاد فرناندو مرة أخرى ليدير سياسات قشتالة كوصي، تمرد كونت ليرين الجريء لويس بومونت، الحليف الرئيسي لفرناندو في نبرة، مع لوردات آخرين. حينها حذرت السلطة الملكية - كاثرين وخوان الثالث - فرناندو أنه هذه المرة لن تُقبل أي طلبات من الكونت ولن يُمنح أي عفو لكونت ليرين. بدأ فصيل من النبلاء القشتاليين بالتواصل مع ملوك نبرة ضد فرناندو الثاني بعد وفاة فيليب. ومع ذلك، ظلوا حذرين.:179-214
في عام 1507، أثناء القتال من أجل فيانا، قتل فرسان بومونت الكوندوتييرو سيزار بورجا، عميل ماكسيميليان الذي كان تحت إمرة خوان. وفي عام 1508، بعد مواجهة استمرت عامًا، أطلق الملك هجومًا لقمع تمرد الكونت. واحتل ليرين، وألحق هزيمة شديدة بلويس.:20–21 افتتحت هزيمة الكونت فترة (قصيرة) من السلام والاستقرار للمملكة؛ ووضعت بلاطات نبرة بالإجماع حدًا لأخوية نبرة في أوائل عام 1510 على أساس أن «القضاء النظامي راسخ بشكل جيد، وهو كافٍ لإبقاء المملكة في حالة سلام»؛ أما الأخوية التي تأسست عام 1488، كانت تهدف إلى تطبيق أكثر فعالية للعدالة وملاحقة الجريمة داخل نبرة.